# Ниын

Ниын (кор. 니은) — буква корейского алфавита, вторая по порядку, принятому в КНДР и третья по порядку, принятому в Южной Корее.
Между гласными; в начале слова перед гласными и дифтонгами; перед всеми согласными и после них, кроме риыль и в конце слова обозначает переднеязычный носовой согласный [n]. Перед риыль обозначает альвеолярный латеральный аппроксимант [l], после риыль — ль.
В южнокорейском стандарте в начале слова перед гласными Я, Ё, Е, Ю, И не читается.
Графически корейский ниын является омоглифом тамильской церебральной иттанны.